# 塘红乡
塘红乡，是中华人民共和国广西壮族自治区南宁市上林县下辖的一个乡镇级行政单位。

## 行政区划
塘红乡下辖以下地区：
塘红社区、中可社区、马里村、万福村、那君村、岜森村、龙祥村、石门村、弄陈村、石逢村、古春村和弄周村。